# Munții Șimleu

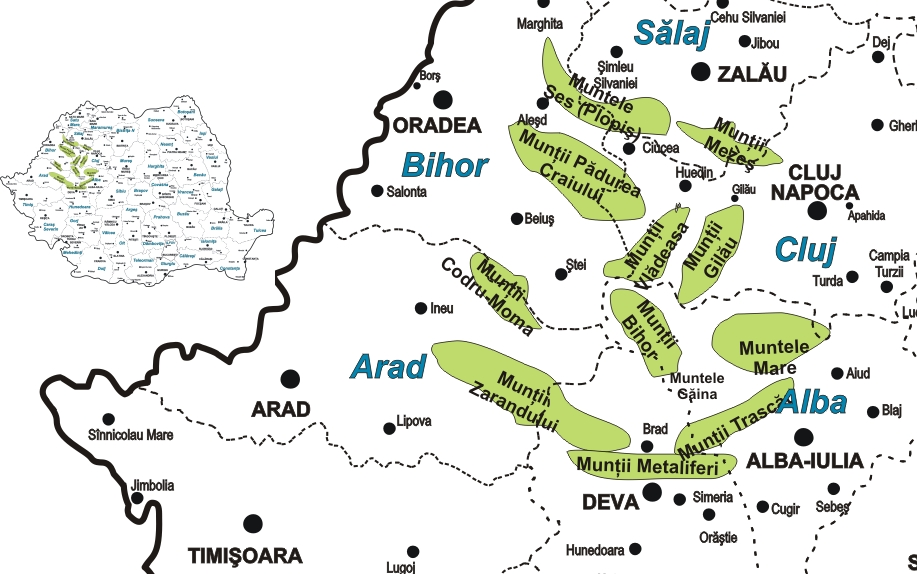
Localizarea în cadrul Munţilor Apuseni

Munții Șimleu sunt o grupă montană a Munților Apuseni aparținând de lanțul muntos al Carpaților Occidentali.